# Liste des maires d'Orly
La liste des maires d'Orly présente la liste des maires de la commune française d'Orly, située dans le département du Val-de-Marne en région Île-de-France.

## Liste des maires

### Entre 1791 et 1944
| Période                                  | Période        | Identité                             | Étiquette | Qualité |
| ---------------------------------------- | -------------- | ------------------------------------ | --------- | --- |
| Les données manquantes sont à compléter. |                |                                      |           | |
| vers 1791                                |                | Charles Cornu                        |           | |
| novembre 1791                            |                | Louis Barret                         |           | |
| An III                                   |                | Bonvoisin                            |           | Agent national |
| An IV                                    |                | Puyforcat                            |           | Agent national |
| 1800                                     | 1800           | Antoine Germain Delanoux             |           | |
| 1801                                     | 1810           | François Claude Roux                 |           | |
| 1810                                     | 1831           | Valentin Chevetel                    |           | Médecin |
| 1831                                     | 1848           | Furcy Leroy de La Brière (1785-1848) |           | Avocat à la cour d'appel de Paris |
| 1848                                     | 1849           | Jean Salmé                           |           | |
| 1849                                     | 1865           | Pierre-Denis Baron                   |           | |
| août 1865                                | 1898           | Auguste-Louis Guérin                 |           | Propriétaire du château Guérin |
| 1898                                     | mai 1905       | Félix Chovo                          |           | Démissionnaire |
| mai 1905                                 | décembre 1919  | Alfred Baron (1864-1941)             |           | Cultivateur |
| décembre 1919                            | octobre 1920   | Hippolyte Piouffle (1876-1920)       |           | Docteur en médecine, directeur d'établissement médical Décédé en fonction                                                                                             |
| décembre 1920                            | juillet 1934   | Auguste Marie (1865-1934)            | PRS       | Médecin, expert auprès des tribunaux Conseiller général de la Seine (Ivry, 2e circ.) (1929 → 1934) Décédé en fonction                                                 |
| septembre 1934                           | mai 1935       | Émile Bruneau (1881-1943)            | PRS       | Caissier à la compagnie PO |
| mai 1935                                 | octobre 1939   | Fernand Duserre (1907-1999)          | PCF       | Ouvrier mécanicien Suspendu par le gouvernement Daladier à la suite de la signature du Pacte germano-soviétique                                                       |
| octobre 1939                             | septembre 1940 | Fernand Mathieu (1880-1946)          |           | Artisan dessinateur lithographe Président de la délégation spéciale nommée par le gouvernement Daladier                                                               |
| septembre 1940                           | août 1942      | Henri Grandamy (1875-1944)           |           | Fonctionnaire retraité de la préfecture de la Seine Président de la délégation spéciale, nommé maire en mai 1941 Démissionnaire pour raisons de santé en janvier 1942 |
| août 1942                                | août 1944      | Robert Champeau (1898-1953)          |           | Représentant de commerce, ancien combattant |

### Depuis 1944
Depuis la Libération de la France, six maires se sont succédé à la tête de la commune.
| Période         | Période         | Identité                        | Étiquette        | Qualité |
| --------------- | --------------- | ------------------------------- | ---------------- | --- |
| novembre 1944   | 4 mai 1945      | André Gouy (1895-1968)          | SE               | Médecin, résistant FFI et CDLL Président du Comité local de libération                                                                                          |
| 4 mai 1945      | 26 octobre 1947 | François Boidron (1900-1987)    | PCF              | Cheminot |
| 26 octobre 1947 | 2 février 1955  | Henri Flament (1876-1960)       | SFIO             | Sous-chef de bureau à la Caisse des dépôts Démissionnaire |
| 9 février 1955  | 21 mars 1965    | François Boidron (1900-1987)    | PCF              | Cheminot Conseiller général de la Seine (47e secteur) (1959 → 1967)                                                                                             |
| 21 mars 1965    | 21 mars 2009,   | Gaston Viens, (1924-2015)       | PCF puis ADS-CAP | Ancien permanent politique, résistant déporté Conseiller général d'Orly (1967 → 2001) Président du conseil général du Val-de-Marne (1967 → 1970) Démissionnaire |
| 21 mars 2009    | 11 mars 2023    | Christine Janodet (1956- )      | DVG              | Cadre Conseillère générale puis départementale d'Orly (2008 → 2023) Démissionnaire en janvier 2023                                                              |
| 11 mars 2023    | En cours        | Imène Souid-Ben Cheikh (1978- ) | DVG              | Cadre de la fonction publique, ancienne adjointe Conseillère départementale d'Orly (2023 → ) Vice-présidente de l'EPT Grand-Orly Seine Bièvre                   |